# Pothyne mouhoti
Pothyne mouhoti là một loài bọ cánh cứng trong họ Cerambycidae.